# Monastère Saint Barnabé
 (décembre 2023).
Si vous disposez d'ouvrages ou d'articles de référence ou si vous connaissez des sites web de qualité traitant du thème abordé ici, merci de compléter l'article en donnant les références utiles à sa vérifiabilité et en les liant à la section « Notes et références ».
Le monastère Saint Barnabé est un ancien monastère orthodoxe situé sur l'île de Chypre, dans l'actuelle République turque de Chypre du Nord. Le site est à proximité de l'antique Salamine, non loin de la ville de Famagouste.

## Présentation
Le monastère, déserté par les moines depuis 1976, abrite aujourd'hui des collections archéologiques ; son site comprend en outre une église désaffectée convertie en musée des icônes ainsi qu'une chapelle édifiée au-dessus du tombeau souterrain de saint Barnabé.
Les Actes des Apôtres (chapitre 13) indiquent que Salamine fut le lieu où Barnabé, Paul et Marc débarquèrent sur l'île de Chypre lors de leur premier voyage missionnaire ; ils commencèrent à évangéliser cet important port de commerce avant de poursuivre leur route vers Paphos. Plus tard, après s'être séparés de saint Paul à l'occasion de son second voyage missionnaire, Barnabé et Marc  retournèrent vers Chypre et les Actes des Apôtres n'en parlent plus ; la tradition fait de Barnabé le premier évêque de l'île où il serait mort martyrisé vers l'an 61 à Salamine. Marc et ses compagnons l'auraient inhumé secrètement dans une tombe sous un caroubier avant de quitter l'île. 